# Period (альбом)
. (Period; с англ. — «Точка») — шестой студийный альбом американской певицы Кеши. Он был выпущен 4 июля 2025 года на её собственном независимом лейбле Kesha Records. Это её первый проект с момента ухода из RCA и Kemosabe Records в декабре 2023 года. В основном она сотрудничала с продюсером и автором песен Zhone, который работал над пятью треками альбома. Другими продюсерами альбома являются её мать Pebe Sebert, Stuart Crichton, Stint и Hudson Mohawke, а также новые соавторы, такие как Мортен Ристорп (Rissi), Pink Slip, Nova Wav, Jonathan Wilson и Drew Erickson. В музыкальном плане Period возвращает Кешу к поп-корням с элементами других жанров, таких как полька, EDM, кантри-поп, соул, хип-хоп, европоп, хаус, электро, гиперпоп и диско.
Делюкс-издание альбома с подзаголовком … было выпущено 8 июля 2025 года.

## Предыстория
С 2014 по 2023 год Кеша была втянута в судебную тяжбу со своим бывшим продюсером Dr. Luke. Первоначально она подала на него в суд за сексуальное насилие и побои, затем он подал встречный иск за клевету. Иск остановил карьеру Кеши на несколько лет, и в 2016 году она подала предварительный судебный запрет, чтобы освободиться от своего контракта с RCA Records и Kemosabe Records, который она подписала, когда ей было 18 лет. Ей было отказано в судебном запрете, и с тех пор она выпустила ещё три альбома под этим лейблом. Её пятый и последний альбом под этим лейблом, Gag Order, был выпущен в мае 2023 года. Её иск должен был быть передан в суд в июле 2023 года, но соглашение было достигнуто за месяц до даты суда, тем самым положив конец почти десятилетнему иску.
В декабре 2023 года было официально объявлено, что Кеша рассталась с лейблами RCA Records и Kemosabe, а также со своей управленческой командой Vector Management. «Мы расстались, так как мне нужен был новый старт в жизни, но я останусь вечно благодарной за то, что у нас было», — сказала Кеша в заявлении для Variety. Она подписала контракт с новой управленческой командой Crush Music в конце февраля 2024 года. В интервью журналу V Magazine Кеша намекнула о музыке, сказав, что есть день, когда она свободна выпускать музыку. Ей официально разрешили выпускать новую музыку самостоятельно в марте 2024 года, и она начала писать по три песни в день.
Независимый лейбл Кеши, Kesha Records, заключил дистрибьюторское соглашение с Alternative Distribution Alliance, принадлежащим Warner Music Group, в сентябре 2024 года. В своём интервью Paper 2025 года Кеша заявила, что это первый альбом, который она действительно почувствовала «свободным» как в творческом, так и в юридическом плане. «Я действительно пытаюсь воплотить свободу всеми возможными способами. Я пытаюсь позволить себе почувствовать, что такое свобода, потому что для меня это было почти 20 лет». Она заявила, что её целью для этого альбома было «создать безопасное пространство для людей, чтобы они чувствовали себя полностью воплощёнными и освобождёнными. Вот что означает этот альбом, вот что [она] переживает лично». Принимая премию Visionary Award на ежегодном ужине в The Center, Кеша сказала: «[она] хотела войти в этот цикл альбомов, будучи полностью наделённой силой, полностью исцелённой и не беспокоящейся вагиной».
В интервью Billboard в июле 2025 года она описала альбом как свой второй шанс и способ вернуть себе радость, заявив: «Я ждала этого момента всю свою чёртову жизнь». Она также подробно рассказала, что составление списка треков альбома было одной из самых сложных частей процесса создания альбома.

## Композиция
В музыкальном плане альбом описывается как «резвый» поп, гиперпоп и диско-альбом с влиянием нескольких других жанров, таких как европоп, кантри-поп и хаус. Альбом содержит в общей сложности 11 треков. «Freedom», вступительный трек, который длится около шести минут, описывается как «задумчивая медитация», которая переходит в джазовый хаус-танцевальный и диско-трек 80-х. В песне Кеша поёт о принятии свободы. Ведущий сингл «Joyride» представляет собой смесь электропопа, дэнс-попа, синти-попа, EDM и полька. В песне присутствуют элементы гиперпопа и польки использующие аккордеоны, тяжёлые синтезаторы и модулированный вокал.

## Отзывы
| Совокупная оценка | Совокупная оценка |
| Источник          | Оценка            |
| ----------------- | ----------------- |
| AnyDecentMusic?   | 6.5/10            |
| Metacritic        | 71/100            |
| Оценки критиков   |                   |
| Источник          | Оценка            |
| AllMusic          | [ 13 ]            |
| The Arts Desk     | [ 23 ]            |
| Beats Per Minute  | 62%               |
| The Guardian      | [ 24 ]            |
| MusicOMH          | [ 25 ]            |
| NME               | [ 12 ]            |
| Paste             | [ 26 ]            |
| Pitchfork         | 5.1/10            |
| Rolling Stone     | [ 11 ]            |
| Slant Magazine    | [ 28 ]            |
| Sputnikmusic      | [ 29 ]            |

Альбом получил положительные оценки и признание от музыкальных критиков. На интернет-агрегаторе Metacritic, который присваивает нормализованный рейтинг из 100 баллов по рецензиям основных изданий, альбом получил средний балл 71, основанный на 12 профессиональных рецензиях. До выхода альбома Маура Джонстон из Rolling Stone дала альбому четыре звезды из пяти. Кристин С. Хе из NME назвала альбом своим «самым элегантным» со времён её мини-альбома Cannibal 2010 года. Алексис Петридис из The Guardian увидела в альбоме «новый старт» для Кеши после её продолжительной юридической тяжбы и высказала мнение, что все песни «действительно сильны, наполнены умными маленькими поворотами и дропами, а также забавными, самоотсылочными строками». Мэтт Коллар из AllMusic высказал мнение, что альбом — это «смелое заявление», которое певица готовила, пережив «тяжёлое десятилетие». Он заявил, что альбом был весёлым и «искромётно» вдохновлённым. Мэри Чини из Beats Per Minute похвалила вокальный диапазон Кеши, но посчитала, что некоторые песни, такие как «Glow» и «Cathedral», сделали альбом несвязным.
В более неоднозначном обзоре Пол Аттард из Slant Magazine посчитал, что Кеша, похоже, «разрывается» между воссозданием искры её ранних работ или продолжением в более интроспективном, экспериментальном направлении, как в её предыдущей записи Gag Order (2023), и нашёл некоторые треки «отвлекающими». Сэм Розенберг из журнала Paste раскритиковал многие треки, назвав их «ленивыми, неприятными и устаревшими».

## Коммерческий успех
Period дебютировал на 17-м месте в американском хит-параде Billboard 200 (её 7-й альбом в топ-40), с тиражом 23000 альбомных эквивалентов, включая 15500 традиционных продаж альбома (в том числе, 11000 на виниле). Альбом также возглавил чарты Billboard Top Album Sales (её 3-й лидер чарта после Rainbow в 2017 году и дебютника Animal в 2010 году), Vinyl Albums, и Top Dance Albums, а также дебютировал на 3-м месте в Independent Albums.

## Список композиций
Источник:.
| №                   | Название            | Автор(ы)                                                                                               | Продюсер              | Длительность |
| ------------------- | ------------------- | --- | --------------------- | ------------ |
| 1.                  | «Freedom»           | Kesha Sebert Jonathan Wilson Drew Erickson                                                             | Wilson Erickson       | 6:24         |
| 2.                  | «Joyride»           | K. Sebert Madison Love Zhone                                                                           | Kesha Zhone           | 2:30         |
| 3.                  | «Yippee-Ki-Yay»     | K. Sebert Kyle Buckley Brittany "Chi" Coney Denisia "Blu June" Andrews Ryan Jillian Santiago Poutyface | Pink Slip Nova Wav    | 2:38         |
| 4.                  | «Delusional»        | K. Sebert Love Zhone                                                                                   | Kesha Zhone           | 3:34         |
| 5.                  | «Red Flag»          | K. Sebert Skyler Stonestreet Caroline Pennell Heavy Mellow Stint                                       | Kesha Zhone Stint [c] | 3:35         |
| 6.                  | «Love Forever»      | K. Sebert Pebe Sebert Stuart Crichton                                                                  | Crichton              | 3:44         |
| 7.                  | «The One»           | K. Sebert Zhone                                                                                        | Zhone Kesha           | 3:25         |
| 8.                  | «Boy Crazy»         | K. Sebert Love Zhone                                                                                   | Zhone Kesha           | 2:29         |
| 9.                  | «Glow»              | K. Sebert Hudson Mohawke                                                                               | Mohawke               | 3:32         |
| 10.                 | «Too Hard»          | K. Sebert P. Sebert Crichton                                                                           | Crichton Max Margolis | 2:42         |
| 11.                 | «Cathedral»         | K. Sebert Stonestreet Morten Ristorp Alex Papamitrou                                                   | Rissi Xander          | 3:56         |
| Общая длительность: | Общая длительность: | Общая длительность:                                                                                    | Общая длительность:   | 38:29        |

| №   | Название                                               | Автор(ы)                                                       | Продюсеры                      | Длительность |
| --- | ------------------------------------------------------ | -------------------------------------------------------------- | ------------------------------ | ------------ |
| 12. | «Trashman»                                             |                                                                |                                | 2:39         |
| 13. | «Boy Crazy» (при участии Jade)                         |                                                                |                                | 2:50         |
| 14. | «Attention» (вместе с Slayyyter и Роуз Грей)           | K. Sebert Leah Kate Gray Love Buckley Slayyyter                | Pink Slip                      | 3:28         |
| 15. | «Yippee-Ki-Yay» (при участии T-Pain)                   | K. Sebert Buckley Coney Andrews Santiago Poutyface Faheem Najm | Pink Slip Nova Wav             | 3:32         |
| 16. | «Delusional» (edit)                                    | K. Sebert Love Zhone                                           | Kesha Zhone                    | 3:15         |
| 17. | «Yippee-Ki-Yay» (A. G. Cook remix; при участии T-Pain) | K. Sebert Buckley Coney Andrews Santiago Poutyface Najm        | Pink Slip Nova Wav             | 3:51         |
| 18. | «Yippee-Ki-Yay» (Hosed Down remix)                     | K. Sebert Buckley Coney Andrews Santiago Poutyface             | Pink Slip Nova Wav Daniel Rios | 1:59         |
| 19. | «Joyride» (Revved Up remix)                            | K. Sebert Love Zhone                                           | Zhone Kesha                    | 2:04         |
| 20. | «Boy Crazy» (Only Fire smash remix)                    | K. Sebert Love Zhone                                           | Zhone Kesha                    | 3:02         |

### Примечание
- ↑  сопродюсер.
- Все названия треков стилизованы заглавными буквами и с точкой в конце[33], за исключением названия трека «Attention», которое имеет восклицательный знак в конце.

## Чарты
| Чарт (2025)                                  | Высшая позиция |
| -------------------------------------------- | -------------- |
| Бельгия/Фландрия (Ultratop)                  | 155            |
| Бельгия/Валлония (Ultratop)                  | 50             |
| Канада (Canadian Albums Chart)               | 76             |
| Германия (Offizielle Top 100)                | 84             |
| Ирландия (IRMA)                              | 88             |
| Шотландия (Scottish Albums Chart)            | 2              |
| Великобритания (UK Albums Chart)             | 43             |
| Великобритания (UK Independent Albums Chart) | 3              |
| США (Billboard 200)                          | 17             |
| США (Billboard Independent Albums)           | 3              |
| США (Top Dance Albums, Billboard)            | 1              |

## История релиза
| Регион | Дата        | Формат                           | Версия   | Лейбл | Ссылка               |
| ------ | ----------- | -------------------------------- | -------- | ----- | -------------------- |
| Мир    | 4 июля 2025 | цифровые загрузки стриминг винил | Standard | Kesha | [ 45 ] [ 46 ] [ 47 ] |
| Мир    | 8 июля 2025 | Digital download streaming       | Deluxe   | Kesha | [ 34 ]               |